# Enric Martí Carreto
Enric Martí Carreto, né à Barcelone (Catalogne, Espagne) à une date inconnue et mort le 26 février 1971 dans la même ville, est un chef d'entreprise espagnol du secteur textile. Il préside le FC Barcelone entre 1952 et 1953. C'est sous sa présidence que se produit l'affaire Di Stéfano.

## Biographie

### Président du FC Barcelone
Enric Martí entre dans le comité directeur du FC Barcelone en 1948 en tant que trésorier sous la présidence d'Agustí Montal Galobart. Il est le bras droit de Montal et devient ensuite vice-président. Le 16 juillet 1952, il devient président du Barça succédant à Montal. 
C'est durant le mandat présidentiel d'Enric Martí qu'a lieu l'Affaire Di Stéfano. Martí, mis sous pression au niveau professionnel est obligé de démissionner le 21 septembre 1953 avec l'ensemble du comité directeur après avoir refusé de partager les droits fédératifs du joueur argentin avec le Real Madrid.

### Vie professionnelle
Enric Martí préside le Consortium textile du coton entre 1946 et 1948. Il est vice-président (1955-1959) puis président (1959-1968) du Comité de travaux du port de Barcelone.

### Vie privée
Enric Martí épouse Mercedes Rimbau Fort.